# Danylo Terpylo
Danylo Ilkovych Terpylo, Danylo Il'kovych Terpylo, Daniil Il'ich Terpilo được biết đến rộng rãi với biệt danh Green Ataman, Otaman Zelenyy (28 tháng 12 – tháng 10 năm 1919) là thủ lĩnh Lục vệ Nông dân trong thời kỳ Nội chiến Nga. Quân Xanh dưới sự lãnh đạo của Terpylo đã chiến đấu với các lực lượng Bạch Vệ, Hồng quân và Cộng hòa Nhân dân Ukraina.
Ông là người chỉ huy Quân Xanh thắng lợi trong trận Tripolilla (1919) sau đó tiến hành sát hại các sĩ quan Bolshevik tại đây. 